# Paul Blobel
Pour les articles homonymes, voir Blobel.

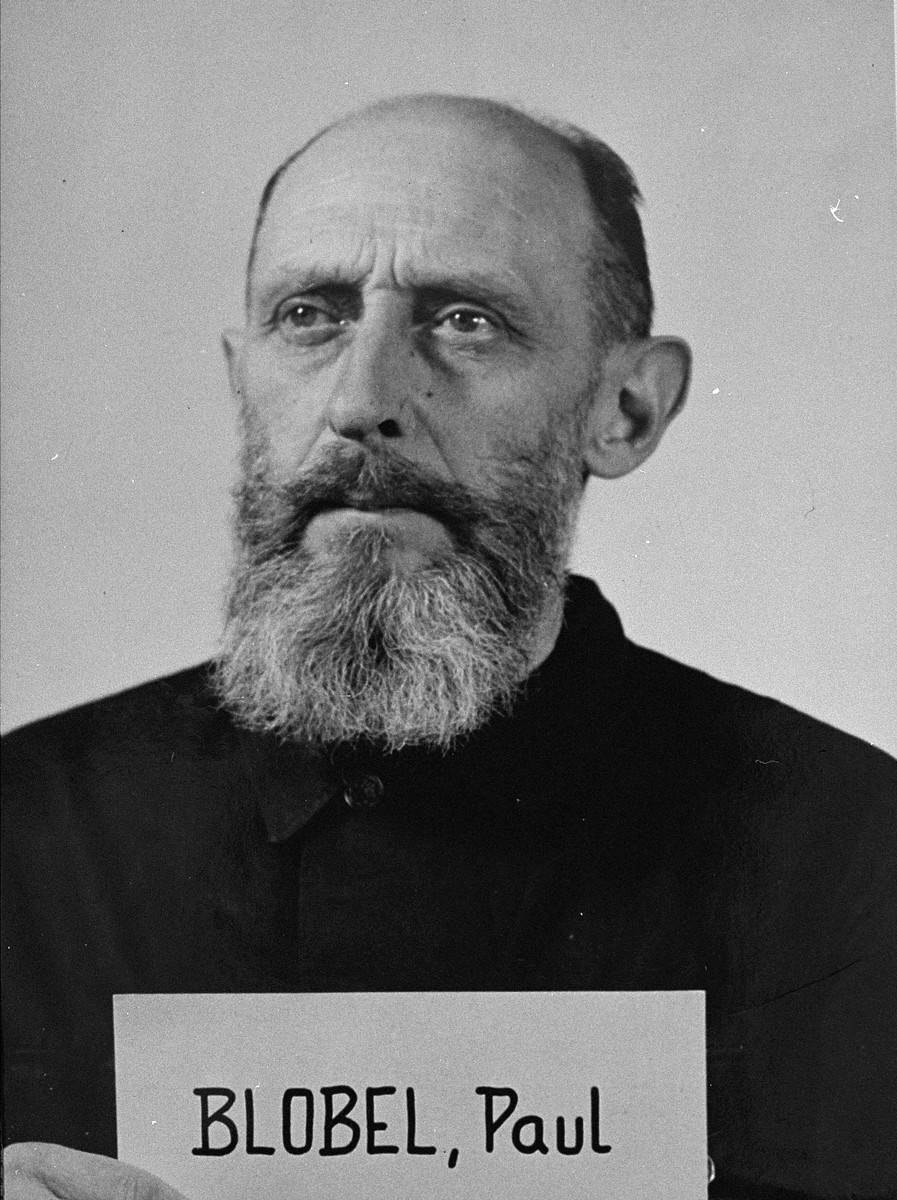
Paul Blobel

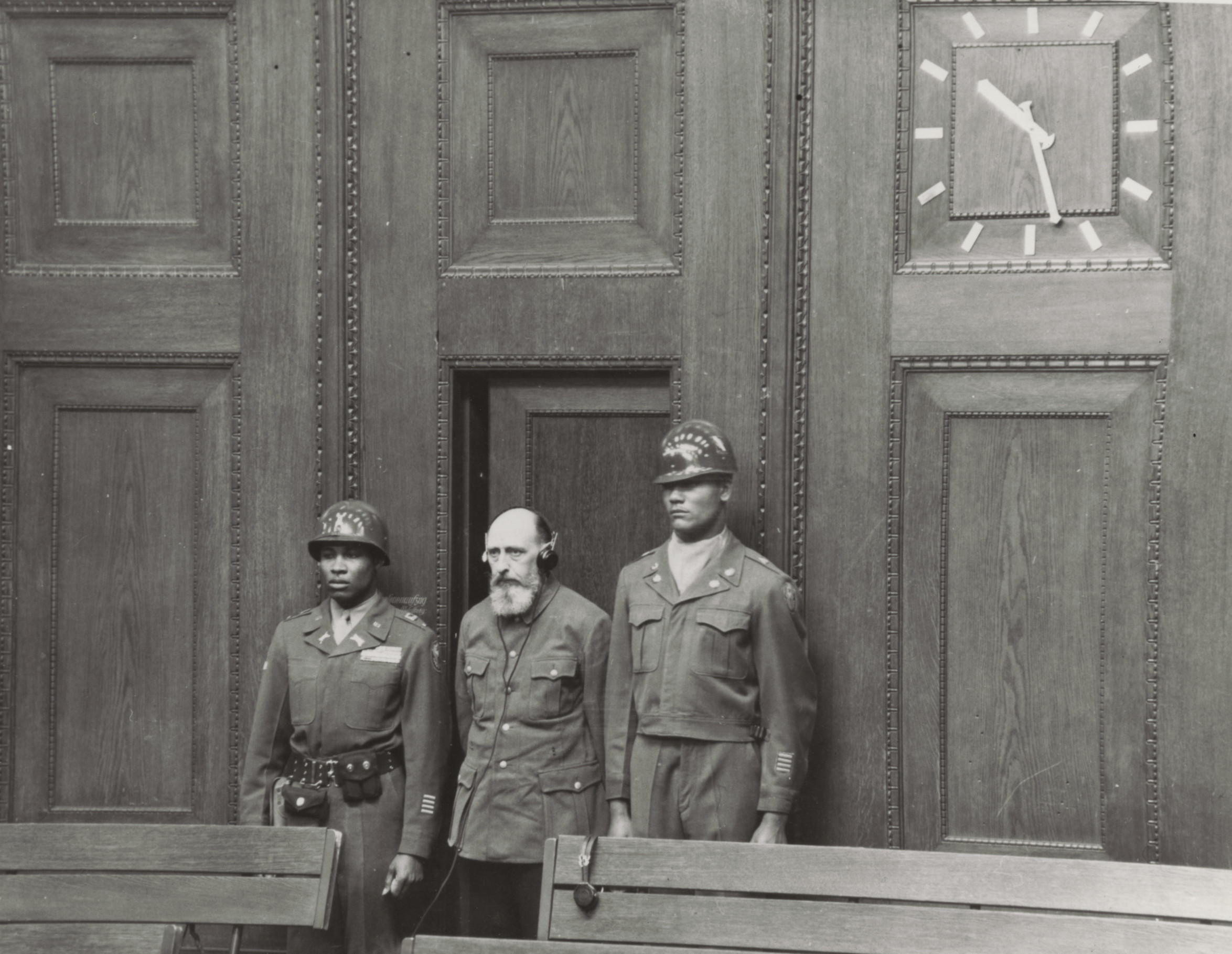
Paul Blobel lors de son procès à Nuremberg

Paul Blobel, né le 13 août 1894 à Potsdam et mort le 7 juin 1951 à Landsberg am Lech, est un officier supérieur de la SS, chef pendant la Seconde Guerre mondiale du commando spécial (SonderKommando) 4a et du commando spécial 1005 des Einsatzgruppen.
Responsable de nombreux massacres, en particulier à Babi Yar fin septembre 1941, il est condamné à mort à Nuremberg et exécuté en 1951.

## Carrière
Combattant pendant la Première Guerre mondiale, il est décoré de la Croix de fer. Il fait des études d'architecture et devient architecte à partir de 1924. Il adhère au parti nazi en décembre 1931 puis rejoint la SS. En 1933, il entre dans la police de Düsseldorf. En juin 1934, il est recruté dans le SD. En juin 1941, avec le grade de SS-Standartenführer (colonel), il reçoit le commandement du Sonderkommando 4a.

En août 1941, Blobel décide de créer un ghetto à Jytomyr pour y enfermer 3 000 Juifs qui seront exécutés un mois plus tard. Le 10 ou 11 août 1941, il reçoit de Friedrich Jeckeln l'ordre au nom d'Adolf Hitler de tuer toute la population juive. Le 22 août 1941, son Sonderkommando à Bila Tserkva assassine femmes et enfants juifs avec l'assentiment du maréchal Walter von Reichenau commandant de la 6e armée. L'Obersturmführer-SS August Häfner témoigne : 

« La Wehrmacht y avait creusé une fosse. On y conduisit les enfants dans un tracteur. On descendit les enfants du tracteur pour les aligner au bord de la fosse et leur tirer dessus. Les Ukrainiens ne visèrent aucune partie du corps en particulier [...] Les hurlements étaient indescriptibles. »

Blobel conjointement avec von Reichenau et les unités de Friedrich Jeckeln organise le massacre de Babi Yar fin septembre 1941 à Kiev. Près de 33 770 civils, en majorité des Juifs, sont assassinés. En novembre 1941, Blobel reçoit et met en action les premiers camions à gaz à Poltava.
Il est démis de son commandement le 13 janvier 1942, officiellement pour raison de santé, mais surtout à cause de son alcoolisme.
De juillet 1942 à 1944, il participe à l'Aktion 1005, qui a pour but d'éliminer toutes traces des massacres de masse perpétrés par les Allemands en Union soviétique, en exhumant les corps et en les brûlant, notamment à Babi Yar. En octobre 1944, à la tête d'un groupe d'intervention, il combat les partisans en Yougoslavie.
Il est arrêté par les Alliés, jugé et condamné à mort lors du procès des Einsatzgruppen en 1948. Il est exécuté par pendaison en même temps que trois autres condamnés le 8 juin 1951 à la prison de Landsberg.